# Rhythms, Resolutions & Clusters
Rhytms, Resolutions & Clusters es un álbum de remixes de la banda estadounidense de post-rock Tortoise, lanzado en 1995 bajo el sello Thrill Jockey Records. Sus canciones son remixes de las canciones de su primer álbum, Tortoise.

## Listado de canciones
1. "Alcohall" – 4:04
2. "Your New Rod" – 4:18
3. "Cobwebbed" – 4:39
4. "The Match Incident" – 5:31
5. "Tin Cans (The Puerto Rican Mix)" – 4:25
6. "Not Quite East of the Ryan" – 5:09
7. "Intial Gesture Protraction" – 4:47